# Juan Antonio Pérez Sáez
Juan Antonio Pérez Sáez (Las Palmas de Gran Canaria, España, 21 de septiembre de 1952) es un exfutbolista español que se desempeñaba como guardameta.

## Clubes
| Club             | País   | Año       |
| ---------------- | ------ | --------- |
| Tudelano         | España | 1973-1974 |
| U. D. Las Palmas | España | 1974-1987 |
| C. D. Logroñés   | España | 1987-1989 |